# Sam Querrey
Sam Austin Querrey (San Francisco, 7 ottobre 1987) è un ex tennista statunitense.
In carriera ha raggiunto la posizione n° 11 della classifica ATP (26 febbraio 2018) e ha vinto 10 titoli in singolare e 5 titoli in doppio nel circuito maggiore.

## Carriera

### 2005-2006: esordio e primi titoli Challenger
Il suo esordio nei professionisti avviene in via effettiva nel luglio 2005, al challenger di Aptos, con una sconfitta da Rajeev Ram, ma già nei tre anni precedenti aveva partecipato a tre tornei del circuito Futures, a partire dalla partita persa con KJ Hippensteel a Ojai nel 2002. Conclude il 2005 con risultati in crescita, fra cui la finale raggiunta al Futures di Honolulu, persa contro Wayne Odesnik. È tuttavia nel 2006 che inizia ad ottenere i primi risultati di rilievo della carriera. A febbraio partecipa a Dallas al suo primo torneo ATP Challenger e giunge a sorpresa fino ai quarti di finale con i successi su Dušan Vemić e Guillermo García López, e perde in due set da Benjamin Becker.
Si guadagna così l'accesso ad alcuni tornei del circuito maggiore ed esce spesso al primo turno, mentre raggiunge il secondo turno a Indian Wells, ai danni di Bobby Reynolds. In estate conquista i primi due titoli Challenger in carriera, vincendo i tornei di Yuba City (su Sam Warburg) e Winnetka (su Andrea Stoppini). Questi successi gli valgono una wildcard per gli US Open, dove ottiene la prima vittoria a livello slam, battendo Philipp Kohlschreiber, prima di perdere in quattro set con Gastón Gaudio al secondo turno. Poco dopo vince anche il Challenger di Lubbock, regolando con facilità in finale l'israeliano Noam Okun, chiudendo quindi l'anno al 130º posto ATP.

### 2007-2008: top 100 e primo titolo ATP
Inizia il 2007 uscendo al terzo turno alla sua prima partecipazione agli Australian Open, batte José Acasuso (testa di serie nº 27) e Florent Serra prima di arrendersi a Tommy Robredo. Il risultato gli vale il primo ingresso nella top 100 della classifica ATP. Raggiunge i quarti nei tornei ATP di Memphis e Las Vegas, mentre esce al primo turno all'Open di Francia, contro Laurent Recouderc, e al torneo di Wimbledon per mano di Alejandro Falla.
A Indianapolis raggiunge per la prima volta in carriera le semifinali e perde contro Dmitrij Tursunov dopo il clamoroso successo nei quarti di finale su James Blake, nella sua prima vittoria contro un top 10, quando mette a segno 10 ace consecutivi. Blake si prende la rivincita su Querrey poche settimane dopo nei quarti dell'ATP Masters di Cincinnati.
Nel gennaio 2008 esce nuovamente al terzo turno degli Australian Open, battuto seccamente da Novak Đoković, dopo le vittorie su Olivier Rochus e Tursunov. Nel marzo successivo, invece, a Las Vegas vince il suo primo torneo nel circuito maggiore superando, nella sua prima finale in carriera, Kevin Anderson. Migliorato anche sulla terra rossa, giunge ai quarti di finale del Masters di Montecarlo e viene sconfitto ancora da Đoković.
Eliminato al primo turno al Roland Garros da Roger Federer, poi finalista del torneo, ed esce al turno di esordio anche alle Olimpiadi. L'ultimo risultato di rilievo della stagione lo ottiene agli US Open, dove raggiunge il quarto turno, prima di essere eliminato Rafael Nadal. Viene schierato nella semifinale di Coppa Davis contro la Spagna, e perde entrambi i singolari contro Rafael Nadal e Feliciano Lopez.

### 2009: secondo titolo ATP
Il 2009 è un anno ricco di finali nel circuito maggiore per Sam Querrey. Già a gennaio accede alla finale del torneo ATP 250 di Auckland e perde contro Juan Martín del Potro. La stagione prosegue con scarsi risultati nei tornei del Grande Slam, con le sconfitte al primo turno agli Australian Open (per mano di Philipp Kohlschreiber) e al Roland Garros (sconfitto da Ernests Gulbis), mentre raggiunge il secondo turno a Wimbledon battendo Danai Udomchoke e viene eliminato da Marin Čilić.
Nei successivi tre tornei arriva invece l'exploit della stagione, con Querrey che raggiunge tre finali consecutive. Perde le prime due nei tornei di Newport, contro Rajeev Ram, e di Indianapolis, sconfitto da Robby Ginepri, e consegue il suo secondo titolo ATP nel torneo 250 di Los Angeles, battendo in finale Carsten Ball. Sul finire dell'estate disputa la finale anche all'ATP 250 di New Haven e viene sconfitto da Fernando Verdasco. Agli US Open perde al terzo turno contro Robin Söderling, dopo i successi su Michael Yani e Kevin Kim.
La stagione si conclude a settembre per un banale incidente che avrebbe potuto avere conseguenze serie per il prosieguo della carriera. Il tavolino di vetro su cui si siede al termine di un allenamento in vista del Thailand Open 2009 cede improvvisamente e nella caduta un pezzo di vetro si conficca nel braccio, rischiando per pochi millimetri di danneggiare irreparabilmente un nervo. Sottoposto ad intervento chirurgico, viene scongiurato il peggio, e Querrey termina l'anno alla 25ª posizione ATP e come 2º americano, dietro solo a Andy Roddick.

### 2010: 6 titoli tra singolare e doppio
Dopo una deludente sconfitta al primo turno agli Australian Open, si riscatta conquistando il suo primo titolo in doppio (in coppia con Mardy Fish) al torneo ATP 250 di San Jose. La settimana seguente conquista anche il titolo di doppio nel torneo ATP 500 di Memphis giocando in coppia con John Isner; giocatore che sconfigge nella finale di singolare dello stesso torneo, conquistando il primo ATP 500 e terzo titolo in carriera. Dopo le sconfitte nelle finali di singolare Houston, contro Juan Ignacio Chela, e in doppio dell'ATP Masters di Roma, ottiene il suo quarto titolo sconfiggendo ancora John Isner nella finale dell'ATP 250 di Belgrado, primo trionfo in carriera in un torneo su terra.
Querrey delude ancora al secondo Slam stagionale, uscendo al primo turno del Roland Garros contro Robby Ginepri; si riscatta nuovamente nel torneo seguente, vincendo la finale al Queen's Club di Londra contro Mardy Fish. Con questa vittoria conquista il terzo titolo stagionale su altrettante superfici (cemento a Memphis, terra a Belgrado ed erba a Londra).
A Wimbledon si spinge fino al quarto turno e viene eliminato da Andy Murray. Si prende la rivincita sullo scozzese, battendolo il mese successivo in finale all'ATP 250 di Los Angeles, conquistando così il sesto titolo in carriera. Raggiunge il quarto turno anche agli US Open e cede a Stan Wawrinka, Chiude la sua stagione più redditizia, in termini di titoli, al 18º posto ATP.

### 2011-2012: infortuni e la conquista del settimo titolo ATP
Il 2011 è un anno particolarmente sfortunato per Sam Querrey. Nella prima parte di stagione ottiene scarsi risultati nei vari tornei a cui partecipa, uscendo al primo turno agli Australian Open, battuto da Łukasz Kubot, e al secondo turno al Roland Garros, perdendo contro Ivan Ljubičić. L'unico risultato di rilievo è la prima vittoria in doppio in un torneo ATP Masters 1000 trionfando a Roma in coppia con John Isner.
Il resto della stagione è invece segnato dagli infortuni. Prima il gomito e poi un'infezione al cordone ombelicale lo costringono a saltare quasi tutto il resto dei tornei del tour, portandolo ad uscire dalla top 100 della classifica ATP.
Il 2012 è quindi una stagione di ripresa per Querrey, che partecipa anche ad alcuni tornei Challenger, vincendo anche la finale di Sarasota contro Paolo Lorenzi, per recuperare punti e posizioni in classifica. Nella seconda parte di stagione ottiene quindi i risultati migliori raggiungendo le semifinali a Londra, Washington (torneo ATP 500) e Winston-Salem, il terzo turno sia a Wimbledon che agli US Open e, soprattutto, la vittoria in finale a Los Angeles (terza vittoria del torneo), per il suo settimo titolo ATP.

### 2013-2015: digiuno di titoli
Nel 2013 inizia un periodo di scarsi risultati per Sam Querrey; durante l'anno non disputa alcuna finale del circuito maggiore e i suoi migliori risultati sono il terzo turno agli Australian Open e al Roland Garros. L'anno successivo continua sullo stesso livello, ottenendo come miglior risultato soltanto dei terzi turni agli Australian Open e agli US Open. Gli scarsi risultati portano Querrey a perdere diverse posizioni in classifica, tanto che nel finale di stagione si cimenta in alcuni tornei Challenger e vince il titolo a Napa, Sacramento e Tiburon. Anche nel 2015 Querrey non conquista titoli ATP ma dopo due anni torna a disputare delle finali: la prima a Houston, persa contro Jack Sock, e la seconda a Nottingham, persa contro Denis Istomin.

### 2016-2017: semifinale a Wimbledon e tre titoli
Al terzo turno del Torneo di Wimbledon 2016 ottiene una grande vittoria contro il nº 1 del mondo e campione uscente Novak Đoković, che aveva vinto i precedenti 30 match consecutivi disputati nei tornei del Grande Slam e che vede sfumare il sogno di conquistare il Grande Slam.
Nel 2017 vince l'ATP 500 di Acapulco, sconfiggendo nell'ordine Kyle Edmund, David Goffin, la testa di serie nº 4 Dominic Thiem. In semifinale ha la meglio su Nick Kyrgios per 3-6 6-1 7-5. In finale si trova davanti Rafael Nadal, volenteroso di riscatto dopo la sconfitta in finale degli Australian Open contro Roger Federer. Questa volta è però Querrey a trionfare, con il punteggio di 6-3 7-6.
A luglio ottiene un grande risultato a Wimbledon dove raggiunge la sua prima semifinale in un torneo del Grande Slam. Sempre nel 2017 trionfa anche al torneo di Los Cabos sconfiggendo in finale Thanasi Kokkinakis per 6-3 3-6 6-2.

### 2018-2019: due finali perse e crollo nel ranking
Il 18 febbraio 2018 disputa la sua diciottesima finale in carriera a New York e viene sconfitto da Kevin Anderson col punteggio di 6-4, 3-6, 6-7. La settimana successiva raggiunge la posizione nº 11 in classifica, suo best ranking. Ha poi inizio un periodo negativo che lo vede scendere al 61º posto a settembre a seguito della sconfitta al primo turno agli US Open. La sua migliore vittoria in stagione la ottiene durante la semifinale di Coppa Davis, contro il nº sei del mondo Marin Čilić.
Raggiunge la sua seconda semifinale Slam in doppio agli Australian Open 2019 in coppia con Ryan Harrison e vengono sconfitti da Herbert e Mahut. Il 24 giugno a causa di un infortunio, il suo ranking lo vede alla posizione nº 79. La settimana seguente raggiunge la finale all'Eastbourne International e viene sconfitto da Taylor Fritz per 4-6, 3-6. Raggiunge i quarti di finale a Wimbledon, battendo tra gli altri Dominic Thiem al primo turno, per poi cedere a Rafael Nadal. Esce al primo turno agli US Open per la quarta volta in cinque anni.

### 2020–2021: finale torneo ATP, rientro in top 100 nel doppio
Agli Australian Open 2020 perde al terzo turno sia in singolare, contro Sandgren in tre set, che nel doppio, sconfitto in coppia con Steve Johnson da Bublik/Kukushkin. Durante la lunga pausa dovuta alla pandemia di COVID-19, con la stagione sospesa e la classifica congelata ai punti del 9 marzo 2020, partecipa a diverse esibizioni negli USA. Al rientro ufficiale risulta alquanto appannato perdendo numerosi tornei al primo turno.
Torna al successo solo nel 2021 contro McDonald a Delray Beach. Raggiunge le semifinali solo in estate sull'erba di Stoccarda, persa contro Auger-Aliassime, e arrivando invece in finale all'edizione inaugurale del Mallorca Championships battendo Adrian Mannarino, per poi cedere a Daniil Medvedev. In doppio vince con Johnson i primi due incontri ad Halle e a Los Cabos.
Raggiunge i quarti di finale agli US Open 2021 e la semifinale in doppio, sempre insieme a Johnson, sconfitti dai futuri vincitori Rajeev Ram/Joe Salisbury. Con questo risultato rientra nella top 100 di doppio, all'83ª posizione, e finisce l'anno poco fuori dalla top 100.

### 2022: ritorno momentaneo in top 100 del singolare e ritiro
Dopo una serie di nove sconfitte consecutive all'esordio dei tornei in sei mesi a cavallo fra il 2021 e 2022, conquista di nuovo una vittoria al Masters di Indian Wells contro Griekspoor. Vince due incontri di doppio a Dallas in coppia con Withrow Ritorna momentaneamente in top 100 a giugno del 2022. Riceve una wild-card per partecipare agli US Open 2022, in cui gioca i suoi ultimi incontri da professionista, perdendo al primo turno sia in singolare contro Ilya Ivashka che nel doppio, sempre in coppia con Johnson, sconfitti da Koolhof/Skupski, e si ritira dall'attività tennistica.

## Statistiche

### Singolare

#### Vittorie (10)
| Legenda                                     |
| Grande Slam (0)                             |
| ATP Finals (0)                              |
| ATP Masters 1000 (0)                        |
| ATP Tour 500 (2)                            |
| ATP International Series / ATP Tour 250 (8) |

| N.  | Data             | Torneo                                                        | Superficie  | Avversari in finale | Punteggio           |
| 1.  | 9 marzo 2008     | Tennis Channel Open, Las Vegas                                | Cemento     | Kevin Anderson      | 4–6, 6–3, 6–4       |
| 2.  | 2 agosto 2009    | Los Angeles Open, Los Angeles (1)                             | Cemento     | Carsten Ball        | 6–4, 3–6, 6–1       |
| 3.  | 21 febbraio 2010 | RMK Championships, Memphis                                    | Cemento (i) | John Isner          | 6(3)–7, 7–6(5), 6–3 |
| 4.  | 9 maggio 2010    | Serbia Open, Belgrado                                         | Terra rossa | John Isner          | 3–6, 7–6(4), 6–4    |
| 5.  | 13 giugno 2010   | Queen's Club Championships, Londra                            | Erba        | Mardy Fish          | 7–6(3), 7–5         |
| 6.  | 1º agosto 2010   | Los Angeles Open, Los Angeles (2)                             | Cemento     | Andy Murray         | 5–7, 7–6(2), 6–3    |
| 7.  | 29 luglio 2012   | Los Angeles Open, Los Angeles (3)                             | Cemento     | Ričardas Berankis   | 6–0, 6–2            |
| 8.  | 21 febbraio 2016 | Delray Beach International Tennis Championships, Delray Beach | Cemento     | Rajeev Ram          | 6–4, 7–6(6)         |
| 9.  | 4 marzo 2017     | Abierto Mexicano de Tenis, Acapulco                           | Cemento     | Rafael Nadal        | 6–3, 7–6(3)         |
| 10. | 5 agosto 2017    | Abierto Mexicano Los Cabos Open, Los Cabos                    | Cemento     | Thanasi Kokkinakis  | 6–3, 3–6, 6–2       |

#### Finali perse (10)
| Legenda              |
| Grande Slam (0)      |
| ATP Finals (0)       |
| ATP Masters 1000 (0) |
| ATP Tour 500 (0)     |
| ATP Tour 250 (10)    |

| N.  | Data             | Torneo                                           | Superficie  | Avversari in finale   | Punteggio        |
| 1.  | 17 gennaio 2009  | Auckland Open, Auckland                          | Cemento     | Juan Martín del Potro | 4–6, 4–6         |
| 2.  | 12 luglio 2009   | Hall of Fame Open, Newport                       | Erba        | Rajeev Ram            | 7–6(3), 5–7, 3–6 |
| 3.  | 26 luglio 2009   | Indianapolis Tennis Championships, Indianapolis  | Cemento     | Robby Ginepri         | 2–6, 4–6         |
| 4.  | 29 agosto 2009   | Pilot Pen Tennis, New Haven                      | Cemento     | Fernando Verdasco     | 4–6, 6(6)–7      |
| 5.  | 11 aprile 2010   | U.S. Men's Clay Court Championships, Houston (1) | Terra rossa | Juan Ignacio Chela    | 7–5, 4–6, 3–6    |
| 6.  | 12 aprile 2015   | U.S. Men's Clay Court Championships, Houston (2) | Terra rossa | Jack Sock             | 6(9)–7, 6(2)–7   |
| 7.  | 28 giugno 2015   | Nottingham Open, Nottingham                      | Erba        | Denis Istomin         | 6(1)–7, 6(6)–7   |
| 8.  | 18 febbraio 2018 | New York Open, New York                          | Cemento (i) | Kevin Anderson        | 6–4, 3–6, 6(1)–7 |
| 9.  | 29 giugno 2019   | Eastbourne International, Eastbourne             | Erba        | Taylor Fritz          | 4–6, 3–6         |
| 10. | 26 giugno 2021   | Mallorca Championships, Calvià                   | Erba        | Daniil Medvedev       | 4–6, 2–6         |

### Doppio

#### Vittorie (5)
| Legenda              |
| Grande Slam (0)      |
| ATP Finals (0)       |
| ATP Masters 1000 (1) |
| ATP Tour 500 (1)     |
| ATP Tour 250 (3)     |

| N. | Data             | Torneo                                       | Superficie  | Compagno      | Avversari in finale            | Punteggio    |
| 1. | 14 febbraio 2010 | Pacific Coast Championships, San José        | Cemento (i) | Mardy Fish    | Benjamin Becker Leonardo Mayer | 7–6(3), 7–5  |
| 2. | 21 febbraio 2010 | RMK Championships, Memphis                   | Cemento (i) | John Isner    | Ross Hutchins Jordan Kerr      | 6–4, 6–4     |
| 3. | 15 maggio 2011   | Internazionali d'Italia, Roma                | Terra rossa | John Isner    | Mardy Fish Andy Roddick        | w/o          |
| 4. | 15 aprile 2012   | U.S. Men's Clay Court Championships, Houston | Cemento     | James Blake   | Treat Huey Dominic Inglot      | 7–6(14), 6–4 |
| 5. | 21 maggio 2016   | Geneva Open, Ginevra                         | Terra rossa | Steve Johnson | Raven Klaasen Rajeev Ram       | 6–4, 6–1     |

#### Finali perse (8)
| Legenda              |
| Grande Slam (0)      |
| ATP Finals (0)       |
| ATP Masters 1000 (2) |
| ATP Tour 500 (2)     |
| ATP Tour 250 (4)     |

| N. | Data             | Torneo                                       | Superficie  | Compagno          | Avversari in finale                   | Punteggio              |
| 1. | 2 maggio 2010    | Internazionali d'Italia, Roma                | Terra rossa | John Isner        | Bob Bryan Mike Bryan                  | 2–6, 3–6               |
| 2. | 9 aprile 2011    | U.S. Men's Clay Court Championships, Houston | Terra rossa | John Isner        | Bob Bryan Mike Bryan                  | 7–6(4), 2–6, [5–10]    |
| 3. | 18 marzo 2012    | Indian Wells Open, Indian Wells              | Cemento     | John Isner        | Marc López Rafael Nadal               | 2–6, 6(3)–7            |
| 4. | 5 agosto 2012    | Washington Open, Washington                  | Cemento     | Kevin Anderson    | Treat Huey Dominic Inglot             | 6(7)–7, 7–6(9), [5–10] |
| 5. | 27 luglio 2014   | Atlanta Open, Atlanta                        | Cemento     | Steve Johnson     | Vasek Pospisil Jack Sock              | 3–6, 7–5, [5–10]       |
| 6. | 14 febbraio 2016 | Memphis Open, Memphis                        | Cemento (i) | Steve Johnson     | Mariusz Fyrstenberg Santiago González | 4–6, 4–6               |
| 7. | 8 gennaio 2017   | Brisbane International, Brisbane             | Cemento     | Gilles Müller     | Thanasi Kokkinakis Jordan Thompson    | 6(7)–7, 4–6            |
| 8. | 29 ottobre 2017  | Vienna Open, Vienna                          | Cemento (i) | Marcelo Demoliner | Rohan Bopanna Pablo Cuevas            | 6(7)–7, 7–6(4), [9–11] |

## Risultati in progressione
| V | F | SF | QF | #T | RR | Q# | A | ND |

(V) Torneo vinto; raggiunto (F) finale, (SF) semifinale, (QF) quarti di finale, (#T) turni 4, 3, 2, 1; (RR) round - robin; (Q#) Turno di qualificazione; (A) assente dal torneo; (ND) torneo non disputato.

### Singolare
- Aggiornato a Torneo di Wimbledon 2021

| Tornei Grande Slam        |               |               |               |       |               |               |               |       |               |               |               |       |               |               |               |               |     |         |
| Australian Open           | A             | A             | 3T            | 3T    | 1T            | 1T            | 1T            | 2T    | 3T            | 3T            | 1T            | 1T    | 3T            | 2T            | 1T            | 3T            | 1T  | 14–15   |
| Roland Garros             | A             | A             | 1T            | 1T    | 1T            | 1T            | 2T            | 1T    | 3T            | 2T            | 1T            | 1T    | 1T            | 2T            | A             | 1T            | 1T  | 5–14    |
| Wimbledon                 | A             | A             | 1T            | 1T    | 3T            | 4T            | A             | 3T    | 1T            | 2T            | 2T            | QF    | SF            | 3T            | QF            | ND            | 2T  | 24–13   |
| US Open                   | Q1            | 2T            | 1T            | 4T    | 3T            | 4T            | A             | 3T    | 2T            | 3T            | 1T            | 1T    | QF            | 1T            | 1T            | 1T            | 1T  | 18–15   |
| Vittorie–Sconfitte        | 0–0           | 1–1           | 2–4           | 5–4   | 3–4           | 6–4           | 1–2           | 5–4   | 5–4           | 6–4           | 1–4           | 4–4   | 11–4          | 4–4           | 4–3           | 2–3           | 1–4 | 61–57   |
| Giochi Olimpici           |               |               |               |       |               |               |               |       |               |               |               |       |               |               |               |               |     |         |
| Giochi Olimpici           | Non disputati | Non disputati | Non disputati | 1T    | Non disputati | Non disputati | Non disputati | A     | Non disputati | Non disputati | Non disputati | A     | Non disputati | Non disputati | Non disputati | Non disputati | A   | 0–1     |
| Vittorie–Sconfitte        | Non disputati | Non disputati | Non disputati | 0–1   | Non disputati | Non disputati | Non disputati | 0–0   | Non disputati | Non disputati | Non disputati | 0–0   | Non disputati | Non disputati | Non disputati | Non disputati | 0–0 | 0–1     |
| Statistiche Carriera      |               |               |               |       |               |               |               |       |               |               |               |       |               |               |               |               |     |         |
| Finali ATP World Tour     | 0             | 0             | 0             | 1     | 5             | 5             | 0             | 1     | 0             | 0             | 2             | 1     | 2             | 1             | 0             | 0             | 0   | 18      |
| Tornei vinti              | 0             | 0             | 0             | 1     | 1             | 4             | 0             | 1     | 0             | 0             | 0             | 1     | 2             | 0             | 0             | 0             | 0   | 10      |
| Vittorie–Sconfitte Totali | 0–0           | 6–11          | 19–22         | 28–26 | 41–23         | 39–24         | 12–15         | 37–25 | 27–22         | 28–21         | 20–24         | 28–23 | 36–21         | 24–22         | 24–17         | 3–6           | 2–3 | 374–307 |
| Ranking di fine anno      | 615           | 130           | 63            | 39    | 25            | 18            | 93            | 22    | 46            | 35            | 59            | 31    | 13            | 51            | 44            | 53            | 52  | N/A     |

### Doppio
| Tornei Grande Slam |               |               |               |     |               |               |               |     |               |               |               |     |               |               |               |               |     |       |
| Australian Open    | A             | A             | A             | 1T  | 1T            | 3T            | A             | A   | A             | 1T            | 1T            | 2T  | 3T            | 2T            | SF            | 3T            | 1T  | 12–11 |
| Open di Francia    | A             | A             | 2T            | 3T  | 1T            | A             | 1T            | A   | A             | 1T            | 2T            | A   | 2T            | 1T            | A             | 1T            |     | 4–9   |
| Wimbledon          | A             | A             | A             | 1T  | 2T            | A             | A             | 1T  | A             | A             | 2T            | 1T  | 1T            | A             | A             | ND            |     | 2–6   |
| US Open            | 1T            | 1T            | QF            | 1T  | 1T            | A             | A             | 1T  | 1T            | 1T            | SF            | 1T  | A             | A             | 1T            | A             |     | 8–11  |
| Vittorie–Sconfitte | 0–1           | 0–1           | 3–2           | 2–4 | 2–4           | 2–1           | 0–1           | 0–2 | 0–1           | 0–3           | 6–4           | 1–3 | 3–3           | 1–2           | 4–2           | 2–2           | 0–1 | 26–37 |
| Giochi Olimpici    |               |               |               |     |               |               |               |     |               |               |               |     |               |               |               |               |     |       |
| Giochi Olimpici    | Non disputati | Non disputati | Non disputati | 1T  | Non disputati | Non disputati | Non disputati | A   | Non disputati | Non disputati | Non disputati | A   | Non disputati | Non disputati | Non disputati | Non disputati | A   | 0–1   |
| Vittorie–Sconfitte | Non disputati | Non disputati | Non disputati | 0–1 | Non disputati | Non disputati | Non disputati | 0–0 | Non disputati | Non disputati | Non disputati | 0–0 | Non disputati | Non disputati | Non disputati | Non disputati | 0–0 | 0–1   |